# Omega (гурт)
Omega — один з найвідоміших і найпопулярніших угорських рок-гуртів. Утворений у місті Будапешті у вересні 1962 року.
Класичний склад:
- Кобор Янош («Мекі»)† — вокал;
- Молнар Дєрдь («Елефант») — гітара;
- Бенке Ласло («Лоці»)† — клавішні, вокал;
- Мігай Томаш («Міші»)† — бас, вокал;
- Дебрецені Ференц («Цікі») — ударні

Цим складом гурт записав більш ніж 10 альбомів протягом 1972–1987 років угорською та англійською мовами. Пісня «Gyöngyhajú lány» стала міжнародним хітом.

## Дискографія

### Студійні альбоми
Угорськомовні
- Trombitás Frédi és a rettenetes emberek (1968)
- 10000 lépés (1969)
- Éjszakai országút (1970)
- 200 évvel az utolsó háború után (1972) — заборонений альбом, вийшов аж 1998 року
- Omega 5 (1973) — реміксований, перероблений, вийшов у 1999-му під назвою Szvit
- Omega 6: Nem tudom a neved (1975) — реміксований, перероблений, вийшов у 2001-му під назвою Tüzvihar — Stormy Fire
- Omega 7: Időrabló (1977) — реміксований, перероблений, вийшов у 2002-му під назвою Idörabló — Time Robber
- Omega 8: Csillagok útján (1978) — реміксований, перероблений, вийшов у 2002-му під назвою Csillagok útján — Skyrover
- Gammapolis (1979) — реміксований, перероблений, вийшов у 2002-му під назвою Gammapolisz — Gammapolis
- Omega X: Az arc (1981)
- Omega XI (1982)
- Omega 12: A föld árnyékos oldalán (1986)
- Omega XIII: Babylon (1987)
- Trans And Dance (1995) — реміксований, перероблений, вийшов у 1996-му під назвою Transcendent
- Omega XV: Egy életre szól (1998)
- Omega 16: Égi jel (2006)
- Omega Rhapsody (2010)

Англомовні
- Omega Red Star From Hungary (1968)
- Omega (1973)
- 200 Years After The Last War (1974)
- Omega III (1974)
- The Hall Floaters In The Sky (1975)
- Time Robber (1976)
- Sky Rover (1978)
- Gammapolis (1979)
- Working (1981)
- Transcendent (1996)

Німецькомовні
- Das Deutsche Album (1973) - видано в НДР

### Концертні альбоми
- Élő Omega (1972) — вийшов замість забороненого 4-го альбому, записано з аплодисментами
- Élő Omega Kisstadion 79 (1979) — 2 LP
- Live At The Kisstadion 79 (1979) — 2 LP, англійська версія попереднього альбому
- Kisstadion 80 (1981) — 5 композицій, спільно з Locomotiv GT a Beatrice
- Jubileumi Koncert (1983)
- Népstadion 1994 Omegakoncert No.1: Vizesblokk (1994)
- Népstadion 1994 Omegakoncert No.2: Szárazblokk (1994)
- Az Omega összes koncertfelvétele 1. (1995) — 3 CD, містить записи на живо з 60 — 70-х років, у тому числі Kisstadion 79
- Az Omega összes koncertfelvétele 2. (1995) — 3 CD, містить записи на живо з 80 — 90-х років
- Népstadion 1999 (1999) — 2 CD
- Napot hoztam, csillagot (2004)

## Нагороди, премії
- Премія Ференца Ліста (1987)
- Премія Börze Award (2004)
- Премія Pro Urbe Budapestért (2011)

## Цікаві факти
14 вересня 2019 р. гурт дав концерт у м. Берегове (Закарпатська область) на місцевому стадіоні.